# Cañaveruelas
Cañaveruelas és un municipi de la província de Conca, a la comunitat autònoma de Castella-La Manxa. Els municipis més propers són Alcohujate, Villalba del Rey i La Isabela

## Història
Les properes ruïnes d'Ercavica eren un emplaçament celtiber conquistat per Tiberi, el nom del qual han pres fins avui els de Cañaveruelas com a gentilici.